# 珠紋散紋夜蛾
珠紋散紋夜蛾（学名：Callopistria guttulalis）为夜蛾科散紋夜蛾屬下的一个种。